# حمله قلبی محض
حمله قلبی محض (به انگلیسی: Sheer Heart Attack) سومین آلبوم رسمی گروه بریتانیایی راک، کوئین است که در نوامبر ۱۹۷۴ منتشر شد. تهیه کنندگان این آلبوم خود کوئین و روی توماس بیکر می‌باشند و توزیع آلبوم توسط ای‌ام‌آی در بریتانیا و الکترا در ایالات متحده آمریکا صورت گرفته‌است.
این آلبوم پرتگاه اصلی گروه برای شروع موفقیت و بدست آوردن محبوبیت عامهٔ مردم چه در بریتانیا و چه در جهان بود: نخستین تک آهنگ آلبوم؛ "کوئین کشنده" به رتبه دوم چارت بریتانیا نائل شد و وضعیت دستیابی به ۲۰تا از بهترین (Top20) موفقیت‌های گروه در ایالات متحده را فراهم کرد، با رسیدن به رتبه ۱۲ در بیلبورد ۲۰۰. همچنین حمله قلبی محض نخستین آلبوم کوئین بود که خودش را به اوج ۲۰ (Top 20) در آمریکا، با دستیابی به رتبهٔ ۱۲ در سال ۱۹۷۵ رساند. در سالهای اخیر و در نشریات مختلف، بسیاری از این آلبوم به عنوان یکی از بهترین آثار کوئین نام برده‌اند.

## فهرست آهنگ‌ها
| Side one | Side one             | Side one    | Side one |
| شماره    | نام                  | نویسنده(ها) | مدت      |
| -------- | -------------------- | ----------- | -------- |
| ۱.       | «Brighton Rock»      | برایان می   | ۵:۰۸     |
| ۲.       | «Killer Queen»       | فردی مرکوری | ۳:۰۱     |
| ۳.       | «Tenement Funster»   | راجر تیلور  | ۲:۴۸     |
| ۴.       | «Flick of the Wrist» | مرکوری      | ۳:۱۹     |
| ۵.       | «Lily of the Valley» | مرکوری      | ۱:۴۳     |
| ۶.       | «Now I'm Here»       | می          | ۴:۱۰     |

| Side two | Side two                                   | Side two                    | Side two |
| شماره    | نام                                        | نویسنده(ها)                 | مدت      |
| -------- | ------------------------------------------ | --------------------------- | -------- |
| ۱.       | «In the Lap of the Gods»                   | مرکوری                      | ۳:۲۰     |
| ۲.       | «Stone Cold Crazy»                         | مرکوری، می، تیلور، جان دیکن | ۲:۱۲     |
| ۳.       | «Dear Friends»                             | می                          | ۱:۰۷     |
| ۴.       | «Misfire»                                  | دیکن                        | ۱:۵۰     |
| ۵.       | «Bring Back That Leroy Brown»              | مرکوری                      | ۲:۱۳     |
| ۶.       | «She Makes Me (Stormtrooper in Stilettos)» | می                          | ۴:۰۸     |
| ۷.       | «In the Lap of the Gods… Revisited»        | مرکوری                      | ۳:۴۲     |

## نقش‌ها
- فردی مرکوری: خوانندهٔ اصلی، پیانو
- برایان می: گیتار، خواننده پشتیبان، پیانو، خوانندهٔ اصلی در She Makes Me
- راجر تیلور: درام، پرکاشن، خواننده پشتیبان، خواننده اصلی در Tenement Funste، اسکریم‌ها (فریاد) در In the Lap of the Gods
- جان دیکن: گیتار بیس، گیتار آکوستیک، تقریباً تمام گیتارهای آهنگ Misfire، کنترباس در Bring Back That Leroy Brown

## رتبه‌های جهانی

### نمودار عملکرد
| نمودار (۱۹۷۴–۷۵)                        | Peak position |
| --------------------------------------- | ------------- |
| گزارش موسیقی کنت استرالیا. جدول آلبومها | 19            |
| آر پی ام کانادا. جدول آلبومها           | 6             |
| مگا هلند. جدول آلبومها                  | 7             |
| اس ان ای پی فرانسه. جدول آلبومها        | 6             |
| ژاپن. جدول آلبومها                      | 23            |
| نروژ. جدول آلبومها                      | 9             |
| بریتانیا. جدول آلبومها                  | 2             |
| آمریکا. بیلبورد ۲۰۰                     | 12            |

### نمودارهای پایان سال
| نمودار (۱۹۷۵)             | Peak position |
| ------------------------- | ------------- |
| استرالیا. جدول آلبومها    | 96            |
| کانادا. جدول آلبومها      | 43            |
| ژاپن. جدول آلبومها        | 32            |
| بریتانیا. جدول آلبومها    | 39            |
| آمریکا. بیلبورد پایان-سال | 38            |

### نمودار میزان فروش و گواهینامه‌ها
| سرزمین               | گواهینامه | فروش محصول/نسخه |
| -------------------- | --------- | --------------- |
| پولند (زد پی ای وی)  | Platinum  | 20,000*         |
| بریتانیا (بی پی آی)  | Platinum  | 300,000^        |
| آمریکا (آر آی ای ای) | Gold      | 500,000^        |